# 1316 Kasan
Az 1316 Kasan (ideiglenes jelöléssel 1933 WC) egy marsközeli kisbolygó. Grigorij Neujmin fedezte fel 1933. november 17-én.